# Rossano Rosi
Rossano Rosi (né à Liège en 1962) est un écrivain belge. 

## Biographie
Il est licencié agrégé en philologie romane de l'Université de Liège, où il a été l'étudiant de Jean-Marie Klinkenberg. Il est également licencié en langues et littératures classiques de l'Université catholique de Louvain. 
Il enseigne depuis le début des années 1990 le français et les langues anciennes à Bruxelles, à l'Institut Saint-Dominique et à l'Institut Saint-Luc.
Il est maintenant directeur de l’institut Saint-Dominique.
Aux côtés de Sémir Badir, il a dirigé pendant dix ans la revue écritures, qui publia en son temps (les années 1990) – entre autres – des textes inédits de Guillaume Dustan, Renaud Camus, Christine Angot, Michel Houellebecq ou Jean-Claude Pirotte.
Son recueil Approximativement a reçu le prix Marcel Thiry en 2003 et son roman De gré de force a reçu le prix Indications du Jeune Critique en 2006.
Il fait partie du comité de la collection Espace Nord qui réédite des œuvres du patrimoine littéraire belge afin de les rendre accessibles. Il a rédigé les postfaces de plusieurs ouvrages de cette collection, notamment pour les romans Hôtel meublé (2016) de Thomas Owen et Bubelé, l'enfant à l'ombre (2013) d'Adolphe Nysenholc. 

## Publications
- Les Couleurs, roman, éd. Les Éperonniers, 1994.
- Derrière les plinthes, roman, éd. Les Éperonniers, 1998.
- Poèmes dans les revues : In'Hui, Archipel, Le Fram, écritures, Action Poétique.
- Approximativement, poèmes, éd. Le Fram, 2001. Prix Marcel Thiry 2003.
- De gré de force, roman, éd. Impressions Nouvelles, 2005. Prix Indications du Jeune Critique 2006.
- Le Jeune Soir, roman, éd. Impressions Nouvelles, 2008.
- Pocket plan, poèmes, éd. Impressions Nouvelles, 2008.
- Stabat Pater, roman, éd. Impressions Nouvelles, 2012.
- Hanska, roman, éd. Impressions Nouvelles, 2016.
- Un Petit Sac de cendres. Vers strophes rimes. Poésies, poèmes, éd. Impressions Nouvelles, 2018.
- Le Pub d’Enfield Road, roman, éd. Impressions Nouvelles, 2020.